# 2.º Distrito Congressional do Illinois
O 2º Distrito Congressional do Illinois é um dos dezessete distritos do estado na Câmara dos Representantes dos Estados Unidos. Situa-se ao sul da área comunitária de Kenwood, em Chicago, passando por partes do lado sul da cidade e subúrbios ao sul, estendendo-se por vários condados rurais fora de Chicagoland.
Nas eleições de 2024, a democrata Robin Kelly venceu a republicana Ashley Ramos com 67,6% dos votos.